# Antonio Chacón
Antonio Chacón García, znany jako Don Antonio Chacón (ur. 16 maja 1869 w Jerez de la Frontera, zm. 21 stycznia 1929 w Madrycie) – śpiewak (cantaor) flamenco, pierwszy który odniósł sukces w tej dziedzinie bez romskiego pochodzenia. 

## Biografia
Według zapisu z chrztu, Antonio urodził się 16 maja 1869 roku, i zaraz po narodzinach został oddany szewcowi Antonio Chacón Rodríguezowi i jego żonie Marii Garcíi Sánchez, którzy zaadoptowali go i dali swoje nazwiska. Jego miłość do muzyki i śpiewu przejawiała się od najmłodszych lat, mówiono, że zaczął śpiewać zanim zaczął mówić.
W wieku 17 lat Antonio zaczął dawać pierwsze występy w café cantante Juana Junquera. Niewiele później wyruszył w trasę z braćmi Molina, tancerzem Antonio i gitarzystą Javierem, występując na lokalnych fiestach w prowincjach: Kadyks, Sewilla, Badajoz i Huelva.
20 lipca 1886 García wystąpił w obecności śpiewaka Enrique el Mellizo. Z szacunku do niego, Antonio nie śpiewał por seguiriyas (jedna z najwcześniejszych form flamenco wywodząca się z kultury Romów; ma melancholijny, żałobny charakter), ale por malagueñas. Oczarowany el Mellizo przepowiedział Antonio, że pewnego dnia będzie nazywany "papieżem śpiewu [flamenco]". Po zatrudnieniu w cafe cantante Juana Junquery w Utrerze, Antonio odszedł by zacząć karierę w Café Filarmónico w Sewilli. Przez osiem miesięcy występował u Silveria Franconettiego, następnie w Maladze, po czym wrócił do Sewilli, gdzie zatrudnił się u konkurencji Silveria, w Cafe Burrero. W 1889 roku dwudziestoletni Antonio wyruszył w tournee po Hiszpanii, które okazało się być wielkim sukcesem. W tym samym roku zadebiutował na scenach madryckich cafes cantantes (min w kawiarniach Port i Fornos).
Kolejne lata spędził w Maladze, występując regularnie w Cafe de Chinitas i nawiązując czteroletni romans z jedną z tamtejszych arystokratek. Po jej śmierci García, znany już jako Don Antonio, wrócił do Sewilli, by ponownie zaśpiewać na scenie w Cafe Burrero.
W 1912 roku Don Antonio przeprowadził się do stolicy, gdzie przez dwa lata gościł na scenach Los Gabrieles, Cafe de Fornos i w Tablao Villa Rosa. W 1914 roku razem z zespołem teatralnym Marii Guerrero wyruszył w trasę po Ameryce Południowej. Artyści zostali szczególnie ciepło przyjęci w Buenos Aires i Montevideo, gdzie przez kolejne dekady flamenco było wysoko cenioną sztuką.
W 1922 roku przewodniczył jury podczas Concurso del Cante Jondo zorganizowanego w Granadzie przez Federico García Lorkę i Manuela de Fallę.
W 1925 roku wraz ze śpiewakiem Pepe Marcheną i gitarzystą Ramonem Montoyą dał koncert w trakcie otwarcia Hotelu Alfonso XIII w Sewilli. W ostatnich latach swojego życia zrezygnował z dawania wielkich koncertów na rzecz prywatnych wydarzeń o bardziej intymnym charakterze.
Po jego śmierci w Madrycie, 21 stycznia 1929 r., wszystkie warstwy społeczne pogrążyły się w żałobie, konduktowi pogrzebowemu przewodniczył książę Medinaceli. Przyczyną śmierci była miażdżyca. Don Antonio zostawił po sobie nagrania, dostępne na płytach CD i platformach streamingowych.

## Styl
Don Antonio był miłośnikiem flamenco w każdej jego formie. Podziwiał flamenco gitano ("flamenco cygańskie") oraz tworzącego w tych samych czasach Manuela Torre, przedstawiciela cante gitano. Pomimo tego, sam nie czuł się pewnie śpiewając formy cante gitano takie jak por bulerías czy por seguiriyas. Zrewolucjonizował śpiew por granaínas